# Гуречно
Гуречно (пол. Góreczno) — село в Польщі, у гміні Глогувек Прудницького повіту Опольського воєводства. Населення — 51 особа (2011).

## Демографія
Демографічна структура станом на 31 березня 2011 року:
|          | Загалом | Допрацездатний вік | Працездатний вік | Постпрацездатний вік |
| -------- | ------- | ------------------ | ---------------- | -------------------- |
| Чоловіки | 27      | 8                  | 15               | 4                    |
| Жінки    | 24      | 2                  | 14               | 8                    |
| Разом    | 51      | 10                 | 29               | 12                   |